# Monte Castro
Pour les articles homonymes, voir Montecastro.
Monte Castro est un des quarante-huit quartiers de Buenos Aires.